# Xoctón
Xoctón är en ort i Mexiko.   Den ligger i kommunen Mitontic och delstaten Chiapas, i den sydöstra delen av landet, 700 km öster om huvudstaden Mexico City. Xoctón ligger 1 561 meter över havet och antalet invånare är 251.
Terrängen runt Xoctón är huvudsakligen lite bergig. Xoctón ligger nere i en dal. Runt Xoctón är det ganska tätbefolkat, med 134 invånare per kvadratkilometer. Närmaste större samhälle är San Cristóbal de las Casas, 16,0 km söder om Xoctón. Omgivningarna runt Xoctón är en mosaik av jordbruksmark och naturlig växtlighet.